# Ballada o kozie
Ballada o kozie – wielokrotnie nagradzany polski film dokumentalny z roku 2004 w reżyserii Bartosza Konopki ukazujący wieś oczami kóz podarowanych biednym rodzinom. Scenariusz napisali Piotr Rosołowski i B. Konopka. 

## Nagrody
- 2004 – Nagroda dla najlepszego filmu dokumentalnego Bartosz Konopka na Ogólnopolskim Festiwalu Sztuki Filmowej „Prowincjonalia” we Wrześni
- 2004 – Nagroda Publiczności na Festiwalu „Dokument ART” w Neubrandenburg
- 2004 – Nagroda Publiczności na Toruńskim Offowym Festiwalu Filmów
- 2005 – nagroda w konkursie polskich filmów dokumentalnych na Festiwalu „Era Nowe Horyzonty” w Cieszynie
- 2004 – Wyróżnienie za lekkość ujęcia istotnego tematu na Festiwalu Filmów Optymistycznych „Happy End” we Wrocławiu